# Discographie de Lee Konitz

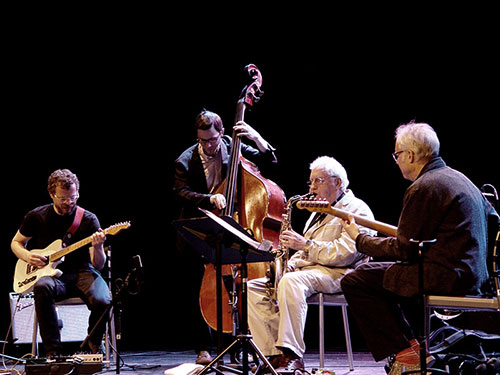
akob Bro, Lee Konitz, Bill Frisell et Thomas Morgan à Aarhus, Danemark, en 2015.

Cette page décrit la discographie de Lee Konitz, saxophoniste de jazz.

## En tant que leader
- 1949–50 : With Tristano, Marsh and Bauer (Prestige)
- 1949-50 : Subconscious-Lee (en) (Prestige/OJC, 1949–50)
- 1951 : The New Sounds, featuring Miles Davis (10″, Prestige, reissued on Conception, 1956)
- 1954 : Jazz Time Paris Vol. 3: Lee Konitz Plays (en) (Vogue)
- 1954 : Konitz (en) (10″, Storyville Records (George Wein's))
- 1954 : Lee Konitz at Storyville (en) (Storyville)
- 1954 : Lee Konitz in Harvard Square (en) (Storyville)
- 1956 : Lee Konitz Featuring Hans Koller, Lars Gullin, Roland Kovac (Swingtime)
- 1956 : Inside Hi-Fi (Atlantic)
- 1957 : Tranquility (en) the Lee Konitz quartet (Verve)
- 1957 : The Real Lee Konitz (Atlantic)
- 1958 : Very Cool (Verve)
- 1958 : An Image: Lee Konitz with Strings (en) (Verve)
- 1959 : Live at the Half Note (en) the Lee Konitz quartet (Verve)
- 1959 : You and Lee (Verve)
- 1961 : Motion (en) the Lee Konitz quartet (Verve)
- 1965 : Trio and Quartet (Magnetic)
- 1967 : The Lee Konitz Duets (en) (Milestone)
- 1968 : Stereokonitz (en) (RCA)
- 1969 : Peacemeal (en) Lee Konitz Quintet (Milestone)
- 1971 : Spirits (en) (Milestone)
- 1974 : Jazz à Juan (en) (SteepleChase)
- 1974 : Lone-Lee (en) enregistrement en solo (SteepleChase)
- 1974 : Satori (en) (Milestone)
- 1975 : Oleo (en) Lee Konitz Trio (Sonet)
- 1975 : Chicago 'n All That Jazz (en) (Groove Merchant)
- 1976 : Jazz a Confronto 32 (Progressive)
- 1976 : Figure & Spirit (en) Lee Konitz Quintet (Progressive)
- 1977 : The Lee Konitz Quintet (en) (Chiaroscuro)
- 1977 : Lee Konitz Nonet (en) (Chiaroscuro)
- 1978 : Tenorlee (en) (Candid)
- 1979 : Yes, Yes, Nonet (en) (SteepleChase)
- 1979 : Live at Laren (en) (Soul Note)
- 1980 : From Newport to Nice (enregistré en 1955, Philology)
- 1982 : High Jingo (Atlas)
- 1983 : Dovetail (en) (Sunnyside)
- 1983 : Glad, Koonix! (en) (Dragon)
- 1984 : Wild as Springtime (GFM)
- 1986 : Medium Rare (Label Bleu)
- 1986 : Ideal Scene (en) (Soul Note)
- 1987 : The New York Album (en) (Soul Note)
- 1988 : Solitudes (Philology)
- 1989 : In Rio (MA)
- 1989 : Konitz in Denmark (Rightone)
- 1989 : Round and Round (Music Masters)
- 1990 : Zounds (en) (Soul Note)
- 1990 : Once Upon a Line (Musidisc)
- 1991 : Lullaby of Birdland (en) (Candid)
- 1992 : Leewise (Storyville, avec le Jazzpar All Star Nonet)[1]
- 1992 : Jazz Nocturne (en) (Evidence)
- 1992 : So Many Stars (Philology)
- 1992 : The Jobim Colection (Philology)
- 1993 : Free with Lee (Philology)
- 1993 : Italian Ballads, Volume 1 (Philology)
- 1993 : Speakin' Lowly (Philology) with Renato Sellani
- 1993: All the Way (The Soft Way) (Philology) with Renato Sellani
- 1993 : Rhapsody (Evidence)
- 1993 : Rhapsody II (Evidence)
- 1993 : Brazilian Rhapsody (BMG: Music Masters)
- 1993: Steps Towards A Dream (Odin Records), with Erling Aksdal Jr., John Pål Inderberg and Bjørn Alterhaug
- 1995: Haiku (Nabel)
- 1995: Move (Moon)
- 1996: Alone Together (Blue Note)
- 1996: Live at the Manhattan Jazz Club (GAM)
- 1996: Guarana (AxolOtl Jazz)
- 1996: Unaccompanied Live in Yokohama (PSF)
- 1996: Strings for Holiday: A Tribute to Billie Holiday (Enja)
- 1996: It's You (en) (SteepleChase)
- 1997: Twelve Gershwin in Twelve Keys (Philology)
- 1997: Out of Nowhere (SteepleChase)
- 1997: The Frankfurt Concert (West Wind)
- 1997: Dearly Beloved (SteepleChase)
- 1997: Body and Soul (Camerata)
- 1998 : Saxophone Dreams (Koch), avec Metropole Orchestra.
- 1998: Inside Cole Porter (Philology)
- 1998: L'age mur (Philology)
- 1998: Tender Lee (For Chet) (Philology)
- 1998: Self Portrait (Philology)
- 1998: Dialogues (Challenge)
- 1999: Dig-It (en) (SteepleChase)
- 1999: Three Guys (Enja)
- 1999: Trio: Another Shade of Blue (Blue Note)
- 2000: Quartet: Sound of Surprise (RCA Victor)
- 2000: Pride (SteepleChase)
- 2001: Trio: Some New Stuff (DIW)
- 2001: Quintet: Parallels (Chesky)[2]
- 2002: At the New Mississippi Jazz Club (Philology)
- 2003: Live-Lee (Milestone)
- 2003: A Day in Florence (Philology)
- 2004: BargaLee (Philology)
- 2004: Sound-Lee (Membran International)
- 2004: One Day with Lee (Capri)
- 2004: Lee Konitz-Ohad Talmor String Project: INVENTIONS (Featuring the Spring String Quartet) (OmniTone)
- 2005: New Nonet (Directed by Ohad Talmor) (OmniTone)[3]
- 2006: Lee Konitz-Ohad Talmor Big Band: Portology (Featuring the Orquestra Jazz de Matosinhos) (OmniTone)
- 2008: Lee Konitz & Minsarah: Deep Lee (Featuring Jeff Denson, Florian weber, Ziv Ravitz) (Enja)
- 2009: Lee Konitz / Dan Tepfer: Duos with Lee (Sunnyside)
- 2009: Lee Konitz New Quartet: Live at the Village Vanguard (Featuring Jeff Denson, Florian weber, Ziv Ravitz) (Enja)
- 2011: Lee Konitz/Brad Mehldau/Charlie Haden/Paul Motian: Live at Birdland (ECM)
- 2014: Lee Konitz/Dan Tepfer/Michael Janisch/Jeff Williams: First Meeting: Live in London, Volume 1 (Whirlwind Recordings)
- 2017: Lee Konitz / Kenny Barron / Peter Washington / Kenny Washington: Frescalalto (Impulse!)

### En tant que co-leader

#### AvecWarne Marsh
- 1954 : Lee Konitz with Warne Marsh (Atlantic)
- 1975 : Warne Marsh Quintet: Jazz Exchange Vol. 1 (en)
- 1975 : Live at the Montmartre Club: Jazz Exchange Vol. 2 (en)
- 1975 : Warne Marsh Lee Konitz: Jazz Exchange Vol. 3 (en)
- 1976 : Lee Konitz Meets Warne Marsh Again (en) (PAUSA)

#### AvecMartial Solal
- 1968 : European Episode (CAM)
- 1968 : Impressive Rome (CAM)
- 1977 : Duplicity (Horo)
- 1980 : Live at the Berlin Jazz Days 1980 (MPS)
- 1983 : Star Eyes, Hamburg 1983 (HatOLOGY)

#### AvecFrank Wunsch
- 1990 : S'Nice (Nabel, Konitz/Wunsch quartet)
- 1992 : Frank-Lee Speaking (West Wind)

#### Avec d'autres musiciens
- 1949-50, avec Stan Getz : The New Sounds (10", Prestige)
- 1953 : Lee Konitz Plays with the Gerry Mulligan Quartet (en) (10″, Konitz est présent uniquement sur la face A, Pacific)
- 1959, avec Jimmy Giuffre : Lee Konitz Meets Jimmy Giuffre (Verve)
- 1966, Modern Jazz Compositions from Haiti compositions de Gérald Merceron interprétées par The Lee Konitz Quartet, Martial Solal et le Daring Jazz Quartet (Impulse!)
- 1968, avec Pony Poindexter, Phil Woods et Leo Wright : Alto Summit (en) (MPS)
- 1973, avec Gary Bartz, Jackie McLean et Charlie Mariano : Altissimo (en) (Philips)
- 1974, avec Chet Baker : In Concert (en) (Philips, [1982])
- 1974, avec Red Mitchell : I Concentrate on You: A Tribute to Cole Porter (en) (SteepleChase)
- 1975, avec Hal Galper : Windows (en) (SteepleChase)
- 1977, avec Paul Bley et Bill Connors : Pyramid (en) (SteepleChase)
- 1979, avec  Martial Solal, John Scofield et Niels-Henning Ørsted Pedersen : Four Keys (MPS)
- 1979, avec Karl Berger : Seasons Change (en) (Circle)
- 1980, avec Gil Evans : Heroes (en) (Verve/Remark, sorti en 1991)
- 1980, avec Gil Evans : Anti-Heroes (en) (Verve/Remark, sorti en 1991)
- 1982, avec Michel Petrucciani : Toot Sweet (en) (Owl)
- 1983, avec Albert Mangelsdorff : Art of the Duo (en) (Verve/Remark, sorti en 1991)
- 1983, avec Lars Sjösten (en) octet : Dedicated to Lee: Play the Music of Lars Gullin (Dragon)
- 1988, avec The Space Jazz Trio (avec Enrico Pieranunzi) : Blew (Philology)
- 1992, avec Peggy Stern (en) : Lunasea (Soul Note)
- 1994, avec Alan Guyonnet Tentet & Big Band : Swiss Kiss (TCB)
- 1994, avec Orchestra Il Suono Improvviso : A Venezia (Philology)
- 1996, avec Don Friedman : Lee Konitz Meets Don Friedman (Camerata)
- 2002, avec Franz Koglmann : We Thought About Duke (hat ART)
- 2003, avec Kenny Werner : Unleemited (Owl, enregistré en 1992)
- 2007, avec Walter Lang : Ashiya (Pirouet Records, enregistré à Munich en 2007 )
- 2009, avec Dan Tepfer : Duos with Lee (Sunnyside Records)

## En tant que sideman

### AvecMiles Davis
- 1947-48 : The Miles Davis Tuba Band (w/ Lennie Tristano) – Why Do I Love You? Rare Broadcasts 1947-48 (Natasha, 1993)
- 1949 : Birth of the Cool  (Capitol)
- 1957 : Miles Ahead

### AvecLennie Tristano
- 1949 : Lennie Tristano and Warne Marsh: Intuition (Capitol, enregistré en 1949, publié en 1996)
- 1949 : Crosscurrents (Capitol, [1972])
- 1956 : Lennie Tristano (Atlantic)

### AvecStan Kenton
- 1951 : City of Glass (Capitol)
- 1952 : New Concepts of Artistry in Rhythm (Capitol)
- 1953 : This Modern World (Capitol)
- 1953 : Sketches on Standards (Capitol)
- 1953 : Portraits on Standards (Capitol)
- 1954 : Kenton Showcase: The Music of Bill Holman and Bill Russo (Capitol)

### Avec d'autres musiciens
- 1947, Claude Thornhill and His Orchestra : The Uncollected Claude Thornhill and His Orchestra (Hindsight)
- 1957, Gil Evans : Gil Evans & Ten (Prestige)
- 1966, Dave Pike : The Doors of Perception (Vortex - released 1970)
- 1968, Attila Zoller : Zo-Ko-Ma (MPS)
- 1972, Charles Mingus : Charles Mingus and Friends in Concert (Columbia)
- 1975, Hal Galper : Windows (SteepleChase)
- 1977, Bill Evans : Crosscurrents (Fantasy)
- 1979 : Shelly Manne : French Concert (en) (Galaxy)
- 1984, Max Roach : It's Christmas Again (Soul Note)
- 1991, Lars Sjosten Quartet : Friends (Dragon)
- 1993, Renato Sellani : Speakin' Lowly, Volume 1 (Philology)
- 1995, Umberto Petrin : Breaths and Whispers (Homage to Alexander Scriabin) (Philology)
- 1995, John Pl Indreberg : Step Towards a Dream (Odin)
- 1995, Don Friedman with Attila Zoller : Thingin' (HatOLOGY)
- 1995, Massimo Salvagnini quartet : Very Fool (Prestige)
- 1997, Kenny Wheeler : Angel Song (ECM)
- 1998, Gerry Mulligan All-Star Tribute Band : Thank You, Gerry! (Arkadia Jazz)
- 2000, The Axis Quartet : Play French Impressionist Music from the Turn of the Twentieth Century (Palmetto)
- 2000, Rich Perry : RichLee! (SteepleChase)
- 2001, Franco D'Andrea : Inside Rodgers (Philology)
- 2001, Renato Sellani : Minority, Volume 2: All the Way (The Soft Ways) (Philology)
- 2002, Matt Wilson : Gong with Wind Suite (Steeplechase)
- 2002, Irio de Paula : Duas contas (Philology)
- 2002, Barbara Casini : Outra vez (Philology)
- 2003, Stefano Bollani : Suite for Paolo (Philology)
- 2006, Francois Théberge : Soliloque (Effendi)
- 2007, Riccardo Arrighini : The Soprano Sax Album: Standards (Philology)
- 2007, Brian Dickenson : The Glenn Gould Session (Philology)
- 2009, Jakob Bro : Balladeering (Loveland)
- 2011, Jakob Bro : Time (Loveland)
- 2011, Marcel·lí Bayer : Nonitz Featuring Lee Konitz (Quadrant)
- 2013, Jakob Bro : December Song (Loveland)